# Pablo Pico
Pablo Pico est un compositeur et musicien français principalement connu pour ses bandes originales de films.

## Biographie
Pablo Pico étudie les percussions classiques au conservatoire et apprend le saxophone, la clarinette, et le piano en autodidacte.
Il joue dans diverses formations classiques et jazz, des fanfares de rue, et participe à des pièces de théâtre comme musicien et compositeur.
En 2007, il enregistre avec le pianiste Alexandre Tharaud puis joue, arrange et enregistre pour divers artistes. 
En 2015, il compose sa première musique de long métrage avec Adama de Simon Rouby, film d'animation nommé aux Césars pour lequel il collabore avec le rappeur Oxmo Puccino.

## Filmographie

### Longs métrages
- Adama  de Simon Rouby
- Saving Sally d'Avid Liongoren
- Un Homme Est Mort d'Olivier Cossu
- Jeunesse sauvage de Frédéric Carpentier
- L'Extraordinaire Voyage de Marona d'Anca Damian
- Sirocco et le Royaume des courants d'air de Benoît Chieux

### Courts métrages
- Abuela Grillo de Denis Chapon
- La Marche de Simon Rouby
- Dripped de Léo Verrier
- Tennis Elbow de Vital Philippot
- Bal de Famille de Stella di Tocco
- Cyclistes de Veljko Popovic
- Grands Canons d'Alain Biet
- Coeur Fondant de Benoît Chieux
- Step into the river de Weijia Ma
- Maman pleut des cordes de Hugo de Faucompret

### Documentaires
- Gildas a quelque chose à nous dire de Tristan et Just Philippot
- The real thing (Archi-faux) de Benoît Felici et Matthias Chelebourg
- Défi de solidarité de Anne Richard et Caroline Darroquy
- Chabrol, l'Anticonformiste de Cécile Maistre-Chabrol
- Ernest Hemingway, quatre mariages et un enterrement de Virginie Linhart
- La Fabrique du soin de Marion Angelosanto
- Deneuve, la reine Catherine de Virginie Linhart
- Van Gogh, deux mois et une éternité de Anne Richard

### Séries
- La Cabane à histoires (saisons 1 à 4) de Célia Rivière
- En Sortant de l'École
- Chien pourri de Davy Durand

## Distinctions
- 2010 : Best animation music award - ANIWOW! Beijing[1] - Trois petits points
- 2011 : Peer Raben music award - Soundtrack Cologne[2] - dripped
- 2011 : Best soundtrack award - Anima Mundi[2]- Dripped
- 2012 : Meilleure musique de court métrage - Cinéjazz Paris[3]- Dripped
- 2015 : Coup de cœur musical - Festival du film merveilleux et imaginaire de Paris[4] - Taupes
- 2015 : Prix de la meilleure bande son - Festival Voix d'Étoiles de Leucate[5]-  Adama
- 2016 : Best musical score - Metro Manila Films Festival[6]- Saving Sally
- 2018 : Emile Award - European Animation Academy award[7]- Un Homme Est Mort
- 2018 : Best soundtrack award[8]- Dublin animation film festival - Reverie
- 2019 : Prix SACEM de la meilleure composition musicale originale - Festival national du film d'animation[9]- L'Enfant qui a la tête en l'air
- 2019 : Prix de la meilleure bande son - Festival Voix d'Étoiles de Leucate[10]- L'Extraordinaire voyage de Marona
- 2020 : Prix SACEM de la meilleure composition musicale originale[11]- Festival national du film d'animation - Coeur fondant
- 2020 : Prix Gopo de la meilleure musique originale[12] - L'Extraordinaire voyage de Marona
- 2020 : Best soundtrack award - Monstra Lisbonne [13]- L'Extraordinaire voyage de Marona
- 2020 : Adrian Enescu award - UCIN[14] - L'Extraordinaire voyage de Marona
- 2021 : Nomination Prix Lumières de la presse internationale - L'Extraordinaire voyage de Marona
- 2022 : Best original music score - Holidays 365 International Film Festival[15] - Maman pleut des cordes
- 2023 : Cocomics Music Prize - Bucheon Internationel Animated Film Festival[16] - Sirocco et le royaume des courants d'air

## Discographie

### Compositeur
- Adama, le Monde des Souffles - BO avec la participation d'Oxmo Puccino
- Jeunesse sauvage - BO
- Marona's fantastic tale - BO avec la participation d'Isabel Sörling
- Maman pleut des cordes - BO avec la participation d'Arthur H
- Sirocco et le royaume des courants d'air - BO avec la participation de Célia Kameni

### Musicien et arrangeur
- Los Frenos No Funcionan - La Belle Image
- Locoto - La Belle Image
- Nul Si Pas Découvert - Gérald Genty
- It's All About Love - Smoking Smoking
- Sophie Maurin - Sophie Maurin

### Musicien
- Couperin, Tic toc choc - Alexandre Tharaud